# 埼玉県道410号鷲宮停車場線

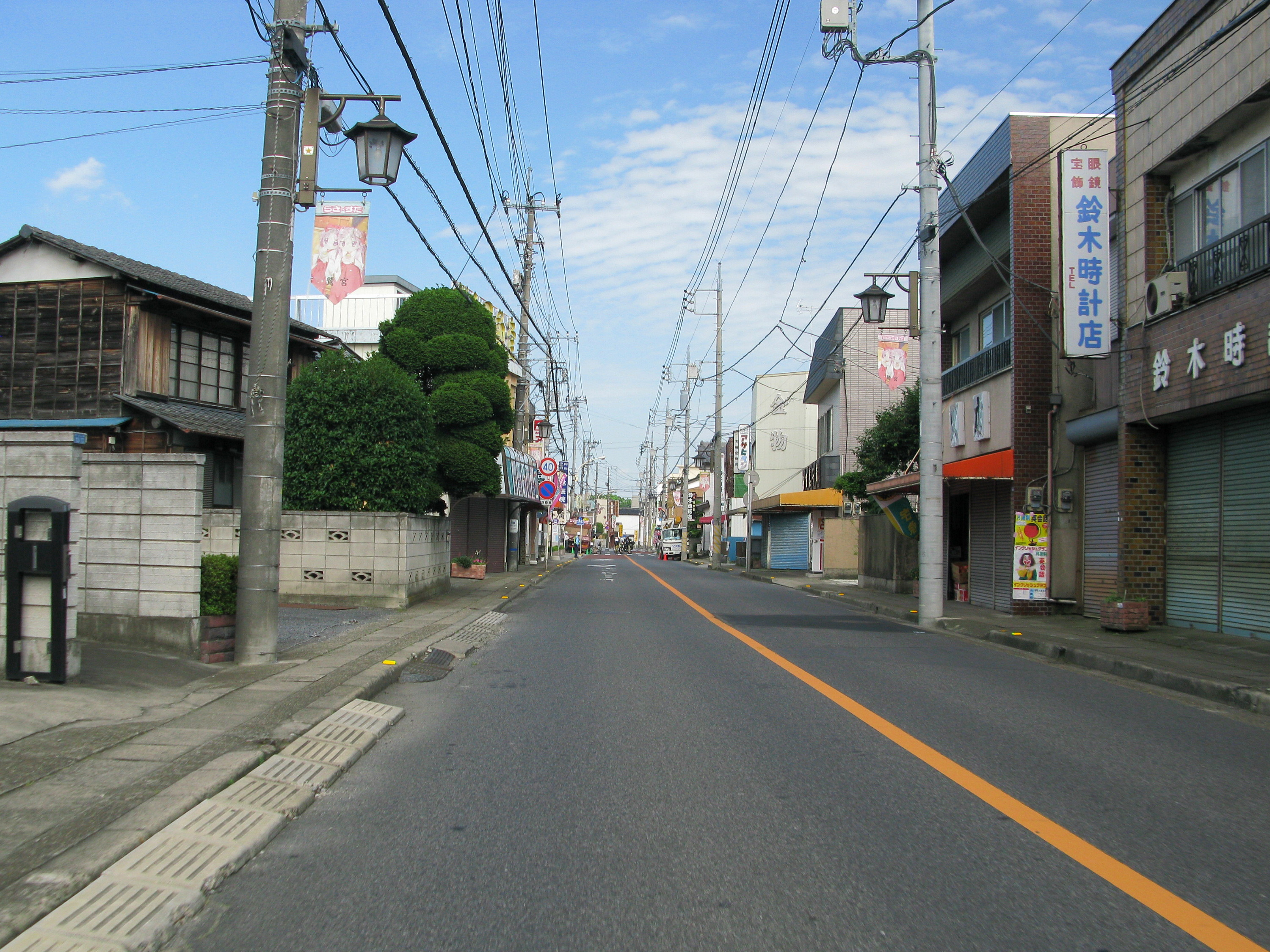
久喜市鷲宮地区（2012年7月）

埼玉県道410号鷲宮停車場線（さいたまけんどう410ごう わしのみやていしゃじょうせん）は、埼玉県久喜市の鷲宮停車場（鷲宮駅東口）から、埼玉県道152号加須幸手線に至る県道。

## 起点・終点・実延長
- 起点：埼玉県久喜市鷲宮中央1丁目（鷲宮停車場）
- 終点：埼玉県久喜市鷲宮4丁目（埼玉県道152号加須幸手線 鷲宮総合支所前交差点）
- 実延長：1.048km

## 概要
東武伊勢崎線鷲宮駅前から、それと並行に走る埼玉県道152号加須幸手線までを結ぶ県道である。起点の鷲宮駅東口から鷲宮駅入口交差点までは駅前通り、同交差点で右折して終点までは鷲宮神社の参道となっている。

## 通過する市町村
- 埼玉県
  - 久喜市

## 交差する道路
- 埼玉県道152号加須幸手線

## 交差する交通機関・主な河川
- 青毛堀川（新道橋）
- 天王新堀（旭橋）

## 沿道・近隣の主な施設
- 鷲宮駅
- 埼玉りそな銀行鷲宮支店
- 鷲宮神社
- 鷲宮郵便局
- 久喜市立鷲宮図書館・久喜市立郷土資料館
- 久喜市役所鷲宮総合支所

## 別称・愛称
- コスモスふれあいロード（駅前通り区間）